# Adireja Wetan
Adireja Wetan is een bestuurslaag in het regentschap Cilacap van de provincie Midden-Java, Indonesië. Adireja Wetan telt 2851 inwoners (volkstelling 2010).